# Tuna, Södertälje kommun
Tuna är en bebyggelse i Södertälje kommun och kyrkbyn i Ytterenhörna socken, belägen på Enhörnalandet, norr om Södertälje. SCB avgränsade här en småort mellan 1990 och 2005 samt en tätort från 2005 till 2020. Vid avgränsningen 2020 klassades den som en del av tätorten Sandviken, för att 2023 åter klassas som en separat tätort.  
I Tuna ligger Ytterenhörna kyrka.

## Befolkningsutveckling
| Befolkningsutvecklingen i Tuna 1990–2015                                                | Befolkningsutvecklingen i Tuna 1990–2015 | Befolkningsutvecklingen i Tuna 1990–2015 | Befolkningsutvecklingen i Tuna 1990–2015 | Befolkningsutvecklingen i Tuna 1990–2015 |
| --------------------------------------------------------------------------------------- | ---------------------------------------- | ---------------------------------------- | ---------------------------------------- | ---------------------------------------- |
|                                                                                         |                                          |                                          |                                          |                                          |
| År                                                                                      |                                          |                                          | Folkmängd                                | Areal (ha)                               |
| 1990                                                                                    | 1990                                     |                                          | 88                                       | 25#                                      |
| 1995                                                                                    | 1995                                     |                                          | 98                                       | 33#                                      |
| 2000                                                                                    | 2000                                     |                                          | 123                                      | 33#                                      |
| 2005                                                                                    | 2005                                     |                                          | 230                                      | 34                                       |
| 2010                                                                                    | 2010                                     |                                          | 232                                      | 35                                       |
| 2015                                                                                    | 2015                                     |                                          | 404                                      | 90                                       |
| Anm.: Ny tätort 2005.Området Stjärna och Aska ingår i tätorten sedan 2015 # Som småort. |                                          |                                          |                                          |                                          |